# Simples de Coração
Simples de Coração é o sétimo álbum de estúdio da banda brasileira de rock Engenheiros do Hawaii. O disco foi gravado em julho e agosto de 1995, no estúdio Rock House, no Rio de Janeiro, e no O'Henry's Studios, em Los Angeles, e foi lançado em outubro do mesmo ano pela gravadora BMG, através do selo RCA-Victor. Após a saída de Augusto Licks da banda, no final de novembro de 1993, o grupo demorou quase 2 anos para se reagrupar como um quinteto e lançar um novo disco. O resultado foi um álbum diverso, com forte acento regional na sua sonoridade e que lembrava mais os discos anteriores pelas letras de Humberto do que pela sonoridade. O disco marca, também, um maior protagonismo de Carlos, cujas influências esotéricas - especialmente da psicologia junguiana e da astrologia - transbordam no projeto gráfico e na inclusão de uma canção composta e cantada por ele, a primeira da banda na qual Gessinger não participa de modo algum.
O álbum contou com o lançamento de dois videoclipes para as canções "À Perigo" e "A Promessa" e atingiu a marca de 100 mil cópias vendidas no período de um ano da data de seu lançamento, rendendo mais um disco de ouro para o grupo gaúcho.

## Antecedentes
Após a gravação do último álbum ao vivo, Filmes de Guerra, Canções de Amor, o clima na banda que já estava pesado, foi piorando de vez com a nova turnê. Assim, alguns dias após o último show no final de novembro de 1993, Augusto Licks foi informado em uma reunião com a empresária do grupo e o baterista Carlos Maltz que a banda havia acabado. Entretanto, nos dias seguintes, Augusto foi percebendo pelas notícias que saíam nos jornais que aquilo não era verdade: era apenas um subterfúgio para excluí-lo do grupo e colocar um novo guitarrista para que a banda continuasse. Assim, Licks entra em contato com uma advogada que traça uma estratégia: registrar o nome da banda - o que não havia sido feito ainda pelo grupo - para poder processar os ex-companheiros de banda e exigir reparação pela dissolução da sociedade de fato. O processo se arrastaria pelos anos seguintes e o guitarrista ganharia a ação, assim como uma indenização pelas ofensas proferidas via imprensa pelos seus ex-companheiros de banda.
Enquanto a ação judicial rolava, Humberto Gessinger e Carlos recrutam, ainda em dezembro de 1993, Ricardo Horn, guitarrista de blues e antigo membro do grupo de choro que o cantor e compositor participava quando frequentava o segundo grau no Colégio Anchieta, em Porto Alegre. Com esta formação em trio, o grupo sai em turnê e passa o ano seguinte inteiro fazendo shows. Entretanto, com a pausa de fim de ano, os empresários da banda passam a pressionar Humberto e Carlos para colocarem mais um guitarrista na banda, porque Horn não estava dando conta e o som da banda não estava adequado àquilo que os fãs esperavam. Assim, em abril de 1995, Fernando Deluqui - ex-membro da RPM - entra na banda e o grupo se torna um quarteto, fazendo alguns shows com essa formação. No mês seguinte, mais uma adição: Paulo Casarin, tecladista com longa carreira acompanhando grupos desde os anos 1970. Com esta formação em quinteto, o grupo faz um único show no início de julho antes de entrar em estúdio para gravar um novo disco.

## Gravação e produção
As gravações iniciaram em meados de julho de 1995, no estúdio Rock House, no Rio de Janeiro. Inicialmente, a banda gravou as bases das canções que serviriam de guia para a gravação do álbum que aconteceria no resto desse mês e no seguinte no O'Henry's Studios, em Los Angeles. O álbum seria produzido por Greg Ladanyi, que já havia trabalhado com Madonna, The Jacksons, Toto, Jeff Healey, Fleetwood Mac e Dolly Parton. Com isto, diversas participações especiais aconteceram, como o percussionista cubano Luis Conte (que já trabalhou com Roger Waters e Phil Collins) que toca diversos instrumentos por todo o disco. Também, Ladanyi incentivaria o grupo a gravar uma versão em inglês do disco que nunca foi lançada, mas que acabaria tendo uma cópia em baixa qualidade vazada anos depois na internet. Ainda, as gravações marcaram uma nova postura da parte de Maltz que não mais queria apenas tocar as ideias de Humberto, mas também contribuir com composições suas. Este fato provocaria um racha entre os dois membros fundadores, já que Gessinger acreditava que as composições do colega "contaminavam" o grupo com canções que não pareciam com as outras composições da banda - as do próprio vocalista. A insatisfação do cantor e compositor rendeu o apelido de "cavalo" para ele pelo modo rude com que tratava os outros. E, enquanto a banda gravava o disco, Humberto já estava compondo as canções que fariam parte do primeiro disco de sua carreira solo.

## Projeto gráfico
O projeto gráfico do disco conta com as influências que Carlos Maltz trouxe para o grupo com as suas leituras esotéricas, como da psicologia junguiana e a astrologia. Assim, a fotografia do disco, bem como as roupas dos membros fazem referência a um estilo barroco com diversas simbologias como o Sagrado Coração de Jesus em espinhos e em chamas, imagens de Nossa Senhora, os jogos de claro e escuro e a profusão de corações no encarte.

## Resenha musical
O disco abre com "Hora do Mergulho" que contém um coro infantil e lembra Milton Nascimento. Na sequência, "À Perigo" é uma mistura de regionalismo gaúcho com tons de surf music. "Simples de Coração" mistura novamente regionalismo só que, desta vez, com guitarras pesadas. Em seguida, "Lance de Dados" é uma música delicada e que lembra outros momentos de folk rock na carreira do grupo. "A Promessa" é o grande sucesso do disco e tem música de Casarin. "Por Acaso" é uma balada que cita Porto Alegre e traz, novamente, um clima bem regionalista. "Ilex Paraguariensis" é mais uma com um clima regionalista cujo título faz referência ao nome científico da erva-mate e a letra da música ao consumo de chimarrão, um modo de tomar infusões da erva. Na sequência, "O Castelo dos Destinos Cruzados" é a primeira e única música da banda a não contar com Gessinger como compositor, vocalista ou músico, tendo sido escrita por Carlos, Horn e Kléber Lúcio; cantada por Maltz e Casarin; e com o baixo executado pelo mesmo Casarin. Esta canção tem influência das leituras de Maltz de Carl Gustav Jung e astrologia - fazendo eco com o projeto gráfico, com o título fazendo referência a um romance de Italo Calvino. "Vícios de Linguagem" é uma balada com piano e órgão que tem trechos em inglês que, inicialmente, eram em português, mas que, devido à participação do grupo vocal The Waters Sisters, tiveram que ser gravados em inglês, haja vista que o sotaque do grupo era muito forte quando tentavam cantar em português. "Algo por Você" tem música composta por Fernando Deluqui. Finalmente, a canção "Lado a Lado" foi escrita em homenagem a Francisco, sobrinho de Humberto com síndrome de Down, e alguns dizem lembrar Roupa Nova e outros Geraldo Vandré.

## Recepção

### Lançamento
O álbum foi lançado em outubro de 1995 - em CD e K7 - pela gravadora BMG através do selo RCA-Victor. Para promover o disco, foram lançados 2 videoclipes: um da canção "À Perigo" e outro de "A Promessa", grande sucesso do trabalho. Com esta promoção e uma competente divulgação e distribuição por parte da gravadora, o álbum rendeu ao grupo mais um disco de ouro, pelas vendagens superiores a 100 mil cópias no período de um ano a partir de seu lançamento.

### Fortuna crítica
| Críticas profissionais     | Críticas profissionais |
| Avaliações da crítica      | Avaliações da crítica  |
| Fonte                      | Avaliação              |
| -------------------------- | ---------------------- |
| Zero Hora (1995)           | Negativa               |
| Bizz (1995)                | Neutra                 |
| A Notícia (1996)           | Positiva               |
| Jornal do Brasil (1996)    | Positiva               |
| Tribuna da Imprensa (1995) | Positiva               |

Marcelo Ferla, no Zero Hora, critica bastante o álbum, chamando a sua fórmula de "velha e desgastada" e criticando a mistura de regionalismo com rock. Para o crítico, a mistura se perde no contexto musical, com a banda emulando Milton Nascimento e Geraldo Vandré. Walmor Pamplona, escrevendo para a Bizz, acentua as características de continuidade do disco, insistindo que a banda se repete. Apesar disso, elogia "Algo por Você" e "O Castelo dos Destinos Cruzados" dizendo que essas canções "ganham com o peso dos solos e acordes distorcidos". No catarinense A Notícia, Rubens Herbst enfatiza as novidades do trabalho, especialmente a sonoridade regionalista e psicodélica do álbum. Ainda assim, critica a insistência de Gessinger por trocadilhos e aliterações, bem como a composição de Carlos. O jornalista Ricardo Linck, no Jornal do Brasil, também chama a atenção para o regionalismo da sonoridade do grupo, dizendo que "a banda não tem mais vergonha de ser chamada de brega". Neste sentido, tece críticas pontuais a coros, ao sotaque de Maltz e Casarin e à "pseudo-filosofia" das letras de Gessinger. Tatiana Tavares, escrevendo para a Tribuna da Imprensa, também foca na continuidade do som da banda, defendendo que as diversas mudanças não conseguiram mudar o som do grupo. Ela critica as letras de Gessinger ("confusas, cheias de simbolismo e jogos de palavras que nem sempre têm um sentido claro"), mas elogia a canção de Carlos.

## Faixas
Lista de faixas dadas pelo Spotify e pela obra citada.
Todas as faixas escritas e compostas por Humberto Gessinger, exceto onde indicado. 
| N.º            | Título                            | Compositor(es)                             | Duração |  |
| 1.             | "Hora do Mergulho"                |                                            | 3:55    |  |
| 2.             | "À Perigo"                        |                                            | 4:04    |  |
| 3.             | "Simples de Coração"              |                                            | 3:56    |  |
| 4.             | "Lance de Dados"                  |                                            | 2:59    |  |
| 5.             | "A Promessa"                      | Humberto Gessinger / Paulo Casarin         | 3:34    |  |
| 6.             | "Por Acaso"                       |                                            | 3:48    |  |
| 7.             | "Ilex Paraguariensis"             |                                            | 4:20    |  |
| 8.             | "O Castelo dos Destinos Cruzados" | Carlos Maltz / Ricardo Horn / Kléber Lúcio | 4:02    |  |
| 9.             | "Vícios de Linguagem"             |                                            | 5:16    |  |
| 10.            | "Algo por Você"                   | Humberto Gessinger / Fernando Deluqui      | 4:55    |  |
| 11.            | "Lado a Lado"                     | Humberto Gessinger / Paulo Casarin         | 4:12    |  |
| Duração total: | Duração total:                    | Duração total:                             | 45:05   |  |

## Créditos
Créditos dados pelas obras consultadas.

### Músicos
A Banda
- Humberto Gessinger: Voz, baixo, baixo fretless, violão e violão de doze cordas.
- Ricardo Horn: Guitarra, violão, viola caipira, bandolim, violão de doze cordas e vocais.
- Fernando Deluqui: Guitarra e vocais.
- Paulo Casarin: Teclado, órgão Hammond, sintetizador, piano, acordeão, baixo e voz (em "O Castelo dos Destinos Cruzados") e vocais.
- Carlos Maltz: Bateria, percussão e voz (em "O Castelo dos Destinos Cruzados").

Convidados
- Luis Conte: Percussão (em "A Promessa" e "Ilex Paraguariensis").
- The Waters Sisters: Vocais (em "Vícios de Linguagem").
- Kevin Croonen: Violão (em "Lado a Lado").
- Kipp Lennon e Mark Lennon: Vocais (em "Lado a Lado").
- Nicollete Larson, Michael Larson, Jessica Larson e Elsie Larson-Kunkel: Vocais (em "Hora do Mergulho").

### Ficha técnica
- Direção artística: Sérgio de Carvalho.
- Coordenação de produção: Fernando Camargo e Maysa Chebabi.
- Produtor executivo: Deborah Sommer.
- Produção: Greg Ladanyi.
- Engenheiros de som: Guto Graça Mello, Jeff Shannon, Paris Cronin e Brett Swayne.
- Masterização: Doug Sax e Gavin Lurssen.
- Projeto gráfico: Andrea Bezerra e Felipe Taborda.
- Design gráfico: Emil Ferreira.
- Assistentes de design gráfico: Alex Northfleet e Bárbara Szaniecki.
- Fotos: Pedro Lobo e D'André.
- Assistente de fotografias: Marc Alran.